# Стинни, Джордж
Джордж Джу́ниус Сти́нни-мла́дший (англ. George Junius Stinney Jr., 21 октября 1929 — 16 июня 1944) — самый юный человек, казнённый в США в XX веке. На момент казни ему было 14 лет и 7 месяцев. Был осуждён за убийство двух девочек. Приговор был отменён в 2014 году, через 70 лет после казни.

## Преступление
23 марта 1944 года в Алколу, Южная Каролина, произошло убийство Бетти Джун Бинникер (11 лет) и Мэри Эмма Темз (8 лет).
Городок, в котором они жили, был разделён железной дорогой надвое: в одной части жили белые, в другой — чёрные. Белые девочки Бетти и Мэри поехали на велосипедах за цветами в «чёрную» часть городка и пропали. Известно, что они разговаривали со Стинни около дома его семьи. После начала масштабных поисков тела девочек с разбитыми головами были найдены в заполненной грязной водой канаве.

## Арест и суд
После ареста Джорджа его отца сразу уволили с работы, и семье Стинни (родителям, братьям и сестрам) предложили покинуть город. Семья вынуждена была бежать, оставив 14-летнего ребёнка без поддержки на время его 81-дневного заключения и суда. Его суд, в том числе рассмотрение дела присяжными, продлился всего один день. Назначенный судом адвокат был налоговым комиссаром, собиравшимся поступать на государственную службу.
На суд вызвали для допроса троих полицейских, которые утверждали, что Стинни сознался им в совершении преступления. Признание не было сделано в письменном виде. На суд были вызваны трое свидетелей — человек, обнаруживший тела убитых, и врачи, вызванные на место преступления. Свидетелей со стороны защиты не было. Суд длился два с половиной часа. Присяжным (все из которых были белыми американцами) потребовалось десять минут на обсуждение для вынесения вердикта о том, что Стинни виновен.

## Казнь
Казнь Стинни осуществлена в тюрьме города Колумбия, штат Южная Каролина, 16 июня 1944 года, в 7:30 на электрическом стуле. Стинни был слишком мал ростом (около 155 см) для того, чтобы сесть на стул, на сиденье ему пришлось подложить Библию, которую ему было разрешено взять с собой в камеру и на время проведения судебного разбирательства.

## Посмертный пересмотр дела
В 2013 году бывший сокамерник Стинни рассказал прессе, как тот говорил ему, что не совершал преступления. 25 октября 2013 года адвокат семьи Стинни Рей Чендлер и местные активисты Маккензи и Бёрджесс подали ходатайство о повторном процессе, сообщив, что у них есть доказательства невиновности. В январе 2014 года в судебном заседании они представили показания братьев и сестёр Стинни о том, что он был с ними во время убийств. Уилфорд «Джонни» Хантер, который находился в тюрьме со Стинни, рассказал, что подросток сказал ему, что его заставили признаться, и что он всегда говорил о своей невиновности.
Вместо начала нового судебного разбирательства, 17 декабря 2014 года судья окружного суда Кармен Маллен отменила приговор Стинни из-за процессуальных нарушений. Она постановила, что он не получил справедливого судебного разбирательства, поскольку ему не была предоставлена эффективная правовая защита, и тем самым была нарушена шестая поправка к конституции. Судья также постановила, что казнь 14-летнего подростка представляет собой «жестокое и необычное наказание», запрещённое в США восьмой поправкой к конституции, и что его адвокат «не смог вызвать свидетелей со стороны защиты или подать апелляцию». При этом судья Маллен отметила в своём вердикте, что Стинни «вполне мог совершить это преступление».
Члены семьи Бетти Бинникер и Мэри Темз выразили разочарование по поводу данного решения. Они заявили, что признают, что казнь в возрасте 14 лет противоречива, но они никогда не сомневались в вине Стинни. Племянница Бетти Бинникер сказала, что она и её семья широко исследовали это дело и что «люди, которые [просто] читают статью в газете на эту тему, не знают всей правды».

## Дело Стинни в искусстве
В 1988 году вышла книга американского журналиста и писателя Дэвида Стаута «Скелеты Каролины» (англ. Carolina Skeletons), в основу которой легли подробности дела Стинни. В 1989 году книга была удостоена премии Эдгара Аллана По за лучший дебютный роман. В книге Стаута герой Стинни, которого автор назвал Лайнус Брэгг (англ. Linus Bragg), оказывается невиновным в преступлении.
Роман Стаута под тем же названием был экранизирован режиссёром Джоном Эрманом, роль Брэгга/Стинни исполнил Кенни Блэнк, за что в 1991 году был удостоен премии лучшему молодому актёру.
Другой фильм (короткометражный) о Стинни называется «83 дня» (англ. 83 Days). Режиссёром выступил Эндрю Пол Хауэлл (англ. Andrew Paul Howell), авторами сценария — Рэй Леонард Браун (англ. Ray Lënard Brown), Саммер Мишель Хауэлл (англ. Summer Michele Howell). В фильме снимались: Дэвид Кит (англ. David Keith), Мэтью Беллоуз (англ. Matthew Bellows), Бретт Райс (англ. Brett Rice) и другие. В основу фильма положены реальные документы по делу Стинни.